# Dimethyltitanoceen
Dimethyltitanoceen, ook bekend onder de naam Petasis-reagens (niet te verwarren met de Petasis-reactie), is een organotitaniumverbinding met als chemische formule Cp2(CH3)2Ti.

## Synthese
Dimethyltitanoceen wordt eenvoudig gesynthetiseerd uit methylmagnesiumchloride of methyllithium en titanoceendichloride:
{\displaystyle {\ce {Cp2TiCl2 + 2 MeMgCl -> Cp2TiMe2 + 2 MgCl2}}}

## Toepassingen
Het reagens wordt gebruikt voor de omzetting van carbonylverbindingen in eindstandige alkenen. Het is daarin vergelijkbaar met het Tebbe- of de Wittig-reagens. In tegenstelling tot het Wittigreagens, reageert dimethyltitanoceen met een breed scala aan carbonylverbindingen: aldehyden, ketonen en esters.
Dimethyltitanoceen is beter bestand tegen direct contact met lucht (zuurstof en vocht) dan het Tebbe-reagens. Het is mogelijk de zuivere vaste stof te isoleren (en later te gebruiken in een reactie), of de methenylering direct uit te voeren in de tolueen- of THF-oplossing waarin dimethyltitanoceen gemaakt is.
Hoewel dimethyltitanoceen als reagens genoemd wordt, is de eigenlijke actieve component Cp2Ti=CH2, die ontstaat als de dimethylverbinding in zijn oplosmiddel tot 60°C verwarmd wordt.